# Авија BH-19
Авија BH-19 (чеш. Avia BH-19) је чехословачки ловачки авион. Авион је први пут полетео 1924. године.
Највећа брзина авиона при хоризонталном лету је износила 245 km/h.
Практична највећа висина током лета је износила 8000 метара а брзина успињања 333 метара у минути. Распон крила авиона је био 10,8 метара, а дужина трупа 7,34 метара. Празан авион је имао масу од 792 килограма. Нормална полетна маса износила је око 1155 килограма. Био је наоружан са 2 предња митраљеза калибра 7,7 милиметара.

## Пројектовање и развој
Конструкторски тандем инжењера 	Павел Бенеш и Мирослав Хајн пројектовали су 1924. године авион означен као Авиа БХ-19. Био је то ловачки авион нискокрилни моноплан пројектован на основу авиона Авиа BH-3 и BH-4. Пројектанти су били у уверењу да је конфигурација моноплана најпогоднија за борбени авион. Били су у праву али су ишли испред свог времена. Почетни тестови су показали одличне перформансе, али су такође показали проблеме са контролом авиона и лепршањем (вибрирање) крила. Ипак, чехословачка армија је била импресионирана новим авионом и обавестила је Авиу да ће поручити BH-19 ако се проблеми отклоне. Први прототип је уништен у судару током испитивања брзине, а код другог прототипа нису отклоњени проблеми дијагностицирани код претходника. Након завршеног тестирања другог прототипа, узимајући у обзир и искуство са авионима BH-3 и BH-4, МНО је замолио Авиу да прекине са покушајима да развије ловац моноплан.

## Технички опис
Труп је исти као код авиона BH-3 само је мало дужи.
Авион Авиа BH-19 је погонио мотор Škoda HS 8Fb (лиценца Hispano-Suiza 8Fb) и дрвена двокрака елиса фиксног корака.
У односу на авион BH-3 разлика је у димензијама и то минимална.
Репне површине су исте као код BH-3.
Стајни трап је исти ка код авиона Авиа BH-3.

## Наоружање
Авион Авија BH-19 је био наоружан са два синхронизована митраљеза Vickers калибра 7,7 mm постављена изнад мотора који су гађали кроз обртно поље елисе.
| Наоружање авиона: Авија        |             |
| Ватрено (стрељачко) наоружање  |             |
| Топ                            |             |
| Митраљез                       |             |
| Број и ознака митраљеза        | 2 x Vickers |
| Калибар                        | 7,7         |
| Бомбардерско наоружање (бомбе) |             |
| Ракетно наоружање (ракете)     |             |

## Верзије
Направљен је само један примерак овог авиона (прототип)

## Оперативно коришћење
Авион BH-19 је своју каријеру завршио окончањем процеса тестирања прототипа.

## Паралелни приказ техничких података за авионе BH-3; BH-4 и BH-19
| Величине       | подаци (BH-3)                     | подаци (BH-4)                     | подаци (BH-19)                    |
| -------------- | --------------------------------- | --------------------------------- | --------------------------------- |
| посада         | 1                                 | 1                                 | 1                                 |
| размах крила   | 10,20 m                           | 10,24 m                           | 10,80 m                           |
| дужина         | 7,00 m                            | 6,47 m                            | 7,34 m                            |
| висина         | 3,10 m                            | 2,97 m                            | 2,45 m                            |
| површина крила | 15,80 m²                          | 15,76 m²                          | 18,30 m²                          |
| маса празног   | 778 kg                            | 724 kg                            | 792 kg                            |
| маса пуног     | 1.025 kg                          | 1.025 kg                          | 1.155 kg                          |
| погон          | течношћу хлађен 6-то цил. L-мотор | течношћу хлађен 8-mо цил. V-мотор | течношћу хлађен 8-mо цил. V-мотор |
| тип            | BMW III                           | Hispano-Suiza 8Ba                 | ŠKODA HS 8Fb                      |
| снага          | 136kW (185KS)                     | 161kW (219KS)                     | 228kW (310KS)                     |
| макс. брзина   | 225 km/h                          | 222 km/h                          | 245 km/h                          |
| путна брзина   | 190 km/h                          | 190 km/h                          | 215 km/h                          |
| брзина пењања  | 507 m/min                         | m/min                             | 333 m/min                         |
| плафон         | 7.800 m                           | 6.500 m                           | 8.000 m                           |
| долет          | 450 km                            | 510 km                            | 520 km                            |
| наоружање      | 2 х 7,7 mm Vickers                | 2 х 7,7 mm Vickers                | 2 х 7,7 mm Vickers                |

## Земље које су користиле авион
- Чехословачка